# Frieden von Stockholm (1720)
Bündnisverträge

Preobraschenskoje (1699) • Dresden (1699) • Narva (1704) • Dresden (1709) • Thorn (1709) • Kopenhagen (1709) • Hannover (1710) • Lutsk (1711) • Adrianopel (1713) • Schwedt (1713) • Stettin (1715) • Berlin (1715) • Greifswald (1715)
Friedensverträge

Traventhal (1700) • Warschau (1705) • Altranstädt (1706) • Pruth (1711) • Frederiksborg (1720) • Stockholm (1719) • Stockholm (1720) • Nystad (1721)  • Stockholm (1729)
Kapitulationen

Estland und Livland (1710)
Der Friede von Stockholm vom 21. Januarjul. / 1. Februar 1720greg. war ein Teilfrieden im Großen Nordischen Krieg. Er beendete den Krieg zwischen Preußen und Schweden. Preußen erhielt gegen Zahlung von zwei Millionen Talern das südliche Vorpommern nördlich bis zur Peene (später Altvorpommern genannt) mit Stettin sowie die Inseln Usedom und Wollin. Diese Gebiete standen seit 1713 – mit einer Unterbrechung im Jahr 1715 für Usedom – unter preußischer Besatzung. Dieser Frieden bedeutete für Preußen einen weiteren Schritt in Richtung deutsche Großmacht, während er für Schweden ein weiterer Rückschlag war. Der Machtverlust Schwedens an der Ostsee setzte sich weiter fort.
Friedrich Wilhelm I. ließ zur Erinnerung an die Erwerbung Altvorpommerns mit Stettin an dem neu erbauten Berliner Tor in Stettin eine nicht ganz ohne Ironie gemeinte lateinische Inschrift anbringen, nach der er das „Herzogtum Stettin … kraft rechtmäßiger Verträge und für einen rechten Preis bis an die Peene gekauft, erworben und für sich wiedergewonnen“ habe.

## Bilder

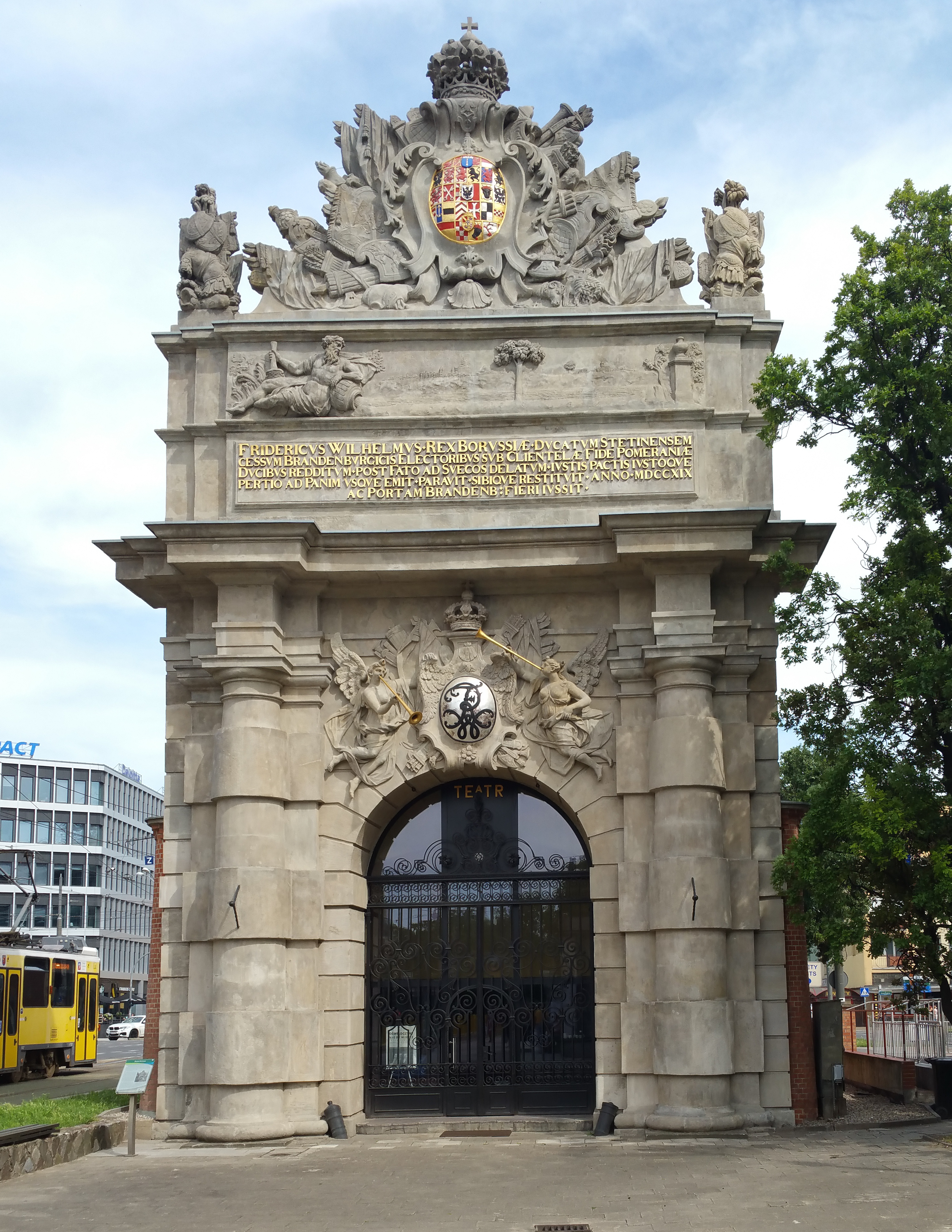
Die Inschrift am Berliner Tor in Stettin erinnert noch heute an den Erwerb der Stadt durch Friedrich Wilhelm I.